# Chiesa di Sant'Audeno
La Chiesa di Sant'Audeno è un edificio religioso di Montaperto, frazione di Montemiletto, in provincia di Avellino.

## Storia
La chiesa di Sant’ Audeno è la più antica struttura di culto oggi esistente nel comune di Montemiletto.
Nel 1994 gli abitanti di questo piccolo centro abitato riuscirono a scongiurare l’abbattimento della chiesa contrariamente a quanto aveva stabilito il comune di Montemiletto nel Piano Regolatore Generale .
Successivamente venne richiesto al Ministero per i Beni Culturali l’imposizione di maggiori tutele sull’intero tessuto urbano, risultato ottenuto il 23 marzo del 2000, mediante il provvedimento di Vincolo Paesaggistico che ha decretato il notevole interesse storico e culturale di questi luoghi.
L’edificio di culto è orientato sull’asse est-ovest ed è stato costruito su di un terrapieno posto su di un costone roccioso in un’area precedentemente occupata dai muri perimetrali della cinta muraria del castello di Montaperto.
La chiesa si trova dentro le mura del centro antico di Montaperto e deve la sua intitolazione alla presenza, nella valle del Sabato, dei popoli provenienti dalla Normandia allo stesso modo dell’omonimo edificio di culto presente nella vicina Serra di Pratola anche se il primo documento in cui la stessa viene citata risale solo al 1227. 
Il suddetto atto notarile venne stipulato nel mese di dicembre del 1227 tra Giovanni e Giacinto, rispettivamente custode e rettore della chiesa di Sant’ Audeno, al fine di poter effettuare una permuta di un terreno posto in una località al di sotto del castello. 
Il testo in questione riporta testualmente: Commutatio facta inter Iohannem et Iaquintum, custodem et rectorem ecclesiae S. Audeni castelli Montis Aperti, de quodam territorio aspero inculto et infructifero in pertinentiis dicti castri Montis Aperti in loco ubi dicitur li Cinisi cum quodam horto subtus castellus predictum Montis Aperti.
Le notizie successive risalgono alla fine del seicento e agli inizi del settecento e sono tutte riconducibili alle intense attività promosse dal Cardinale Orsini prima che questi divenisse Papa con il nome di Benedetto XIII. 
Secondo la documentazione di quel periodo la chiesa era proprio attaccata alla porta di ingresso del castello ed era circondata da tutti i lati dalla via pubblica, della stessa sappiamo che tutte le pareti interne ed esterne erano intonacate. 
Si accedeva al suo interno tramite un ingresso posto al lato sud e dopo la soglia bisognava scendere due scalini. Nell’area del presbiterio erano state ricavate tre nicchie e in quella centrale vi era un affresco con le figure di una Madonna con bambino in braccio oltre a San Giacinto e le anime purganti. 
L’aula era lastricata con una pavimentazione in pietra al centro della quale era stato posato un sarcofago e un piccolo pilastrino sormontato da una piccola croce di ferro. Il Cardinale Orsini, visto che la chiesa era in stato di abbandono, volle destinarla a Cimitero allo scopo di raccogliere le ossa dei defunti dando facoltà a Tarquinio Capobianco di Montaperto di raccogliere le elemosine necessarie alla realizzazione del cimitero.
La chiesa cimitero fu solennemente benedetta dallo stesso Cardinale e in quell’occasione venne affissa una targa in marmo bianco, purtroppo andata dispersa, dal seguente tenore: L’Ec.mo Arciv. Orsini a XXIV luglio MDCCIX in cui benedisse solennemente questo Cimitero concedette in perpetuum a fedeli che qui avranno per i defunti in esso seppelliti nel dì della commemorazione dei morti e loro ottava. 
Dentro una nicchia posta sopra all’entrata venne dipinto un cranio di defunto sormontato da una croce e la scritta Coemeterium mentre le ossa dei defunti venivano deposti lungo tutti i lati della chiesa. 
L’edificio a quel tempo era lunga solo 23 palmi e larga 25 e parte di essa risultava diruta.
Cessato l’uso come cimitero ossario vennero realizzati diversi lavori di miglioramento e riadattamento della struttura; il pavimento venne innalzato rispetto a quello precedente e completato con delle mattonelle in cotto ma si badò anche a realizzare una bella contro soffittatura in legno ripartita in moduli ottagonali abbelliti con rosoni in carta pesta. 
Il corpo strutturale dell’edificio di culto venne ampliato, l'ingresso fu spostato lateralmente e dotato di un portale in pietra architravato, contestualmente si aggiunse anche un corpo di fabbrica per destinarlo a sagrestia. 
In quella occasione vennero realizzati anche dei finti rivestimenti in marmo sui muri perimetrali laterali costituiti da archi a tutto sesto.
L’altare in marmo bianco era posto dopo l’arco trionfale nello spazio adibito a presbiterio e risultava elevato di due gradini rispetto al resto dell’aula, quest’ultimo era stato realizzato nel 1808 come attesta un lacerto in marmo inserito nella muratura recuperato dopo il recente smontaggio. La scomposizione di questo elemento architettonico ha reso visibile alcune porzioni di decorazioni parietali che prima risultavano coperte. Si tratta di fasce verticali dipinte e ripartite in varie colori: bianco, rosso e ocra gialla sulle quali si sono state eseguite delle pennellate che riproducono un finto marmo.
Questa ecclesia castri ovvero una chiesa interna al castello è verosimilmente coeva al mastio normanno svevo adiacente alla vicina chiesa di Sant’ Eustachio anche essa realizzata all’interno della cinta muraria fortificata da torri angolari a base quadrata.
La costruzione si presenta con un’unica navata ed è munita di un arco a tutto sesto che suddivide il recinto presbiteriale nel quale è stata ricavata una piccola absidiola; l’intera struttura è composta da blocchi di pietra locale uniti a malta e resti di conci e mattoni.
Nel 2022 il Ministero della Cultura, su segnalazione del comune di Montemiletto, ha ammesso a finanziamento il recupero della Chiesa di Sant’ Audeno nel centro storico di Montaperto per un importo di 405.000,00 euro. (PNRR Componente M1C3 Turismo e Cultura 4.0).

## I disegni del presbiterio e dell’absidiola
In molti punti del presbiterio e dell’absidiola si sono conservati parte dei disegni preparatori eseguiti a matita rossa. 
L’assenza dei pigmenti che dovevano comporre i dipinti rende ammissibile anche l’ipotesi che gli stessi siano stati fatti a tempera e non ad affresco.
L’impianto scenico principale è stato concepito in modo tale da poter rendere facilmente visibile ai fedeli che si recavano nel suo interno tutte le figure che caratterizzavano il racconto religioso.
Tale ciclo narrativo è stato poi delineato all’interno di spazi architettonici compositi. Di questi elementi decorativi restano molte delle linee rette orizzontali utili a rappresentare le cornici sulle quali sono state ripartite le strutture modulari al fine di destinarle a sostenere le figure soprastanti.
I motivi ornamentali figurativi si presentano frammentati ma per alcuni di essi è stato possibile cogliere il loro significato originario. Nella parte alta dell’absidiola, ad esempio, si intravedono i resti del disegno del Dio padre che poggia la sua mano sinistra sulla sfera celeste. 
Di fronte a Dio padre, poco al di sopra della sfera celeste, si intravede la testa di un piccolo putto di cui rimane anche buona parte della sua ala sinistra.
In prossimità del suddetto puttino sono comprensibili i caratteri distintivi di altre due immagini; della prima si conserva ancora il capo, apparentemente calvo, con il braccio sinistro proteso all’indietro nell’atto di scagliare o gettare qualcosa. Dietro la sua spalla è ben evidente anche l’ala sinistra pertanto è alquanto verosimile che si possa trattare di un arcangelo o in alternativa di un cherubino. Il disegno nella sua globalità risulta molto plastico e armonico.
Dell’altra figurazione, ovvero quella ritratta di profilo, si conservano tutti i particolari del volto e della capigliatura evidenziata nella resa chiaroscurale del volume e il braccio sinistro proteso in avanti. 
Di fronte a quest’ultima immagine si stacca il quarto personaggio; si tratta probabilmente di un cherubino alato che si caratterizza per i lineamenti particolarmente delicati del volto oltre che per l’accurata esecuzione della capigliatura. 
Dietro alla sua spalla destra è ben evidente una grande ala caratteristica dei cherubini mentre la parte inferiore risulta completamente avvolta in un ampio drappeggio. 
Tutti questi elementi iconografici suggeriscono che si potrebbe trattare di un cherubino che incorona la Madonna del Carmelo.
Sulla parete di sinistra, sempre all’interno del recinto presbiteriale, si può riconoscere anche un altro gruppo di personaggi posti all’interno di un clipeo a sua volta inserito in una più ampia cornice mistilinea probabilmente campita in ocra gialla.
In questa scena laterale compaiono diversi astanti che sono stati posti a cornice di quello che doveva essere il protagonista della narrazione del dipinto.
La prima sulla sinistra è una donna con un abito lungo legato sui fianchi. Il suo vestiario è dotato di una scollatura a forma di una V delimitata da un ampio risvolto, mentre la sua testa è avvolta in una lunga capigliatura raccolta dietro la nuca sulla cui sommità vi è un copricapo. 
Tale figura è stata ritratta di profilo con il braccio destro allungato all’indietro mentre quello sinistro è disteso in avanti nell’atto di tendere la mano alla persona allettata.
Lateralmente vi è un’altra donna con un abito lungo e molto scollato che regge delicatamente il braccio di quella attigua.
Dall’altra parte del fondale si scorgono altre due figure che assistono un malato allettato molto probabilmente un santo morente.
La prima di queste verosimilmente di sesso maschile e cioè quella posta al lato del letto sembra voler compiere il gesto caritatevole di sistemare le coperte alla persona distesa. 
Di questo primo personaggio disegnato di profilo si conserva parte della testa e cioè un occhio, il naso abbastanza pronunciato e una porzione del lungo mento, probabilmente barbuto.
Dell’astante ritratto dietro al cuscino, a cui manca la testa,  rimane invece parte del corpo con il braccio destro alzato e un dito che punta verso l’alto mentre l’arto sinistro è disteso verso il basso.
Nella parte bassa del clipeo è stata immessa un’altra figura ancora una volta di sesso maschile con lo sguardo rivolto verso gli avventori della chiesa. 
Quest’ultimo personaggio è disteso su di un lato e ha il braccio destro ripiegato verso la sua testa mentre il resto del corpo si disperde in un lungo drappeggio che poggia direttamente sulla linea di demarcazione clipeata. 
La resa anatomica di questo modello umano documenta la notevole abilità espressiva del maestro che lo ha eseguito e di cui oggi non conosciamo il nome che andrebbe eventualmente ricercato nella cosiddetta cerchia orsiniana.
L’intera composizione può essere pertanto interpretata come l’illustrazione di un gruppo di persone che accudisce un personaggio molto importante, all’interno di un letto nei suoi ultimi istanti di vita, molto verosimilmente un santo.

## Madonna del Carmelo che soccorre le anime del purgatorio
Questo dipinto si trova al centro dell’absidiola e risulta inquadrato in una cornice con profilo sagomato a stucco di cui manca solo la parte alta; tale elemento decorativo potrebbe essere stato inserito anche in una fase successiva alla decorazione parietale.
La parte meglio conservata è quella presente in basso e cioè laddove sono raffigurate le anime del purgatorio mentre della figura centrale rimangono solo alcuni elementi iconografici racchiusi in un fondo ridipinto di colore celeste. 
A prima vista si possono distinguere solo il manto di colore blu, le maniche in tinta rosa, tipiche di una Madonna e l’incarnato di un Bambino mentre un esame più accurato permette di riconoscere molti altri elementi iconografici che dovevano caratterizzare il composto pittorico. 
La prima ulteriore constatazione riguarda il fatto che la figura in questione è posta su di una nube nell’atto di tenere in braccio il Figlio con la testa inclinata su di un lato e plausibilmente poggiata sull’infante. L’identificazione dei personaggi ritratti è stata perciò possibile solo grazie alla presenza di uno scapolare posto nella mano sinistra della figura che permette di attribuire con estrema sicurezza tale rappresentazione devozionale alla Madonna del Carmelo. 
Il Bambino era stato ritratto seduto e poggiato sulla mano sinistra della Vergine che lo regge da dietro alla schiena. 
Maria di Nazareth nella sua mano sinistra trattiene lo scapolare composto da quattro stringhe bianche e da due piccoli riquadri quadrangolari. In quello rappresentato in primo piano è stata ritratta l’immagine in miniatura della Madonna con Bambino entrambi posti sopra ad una nube; quest’ultima figurazione è verosimilmente del tutto similare a quella dipinta in grande nell’absidiola.